# Vụ chặn Wikipedia ở Venezuela
Vụ chặn Wikipedia ở Venezuela là một sự kiện liên quan đến nhà cung cấp viễn thông chính ở Venezuela là CANTV đã ban hành lệnh chặn bách khoa toàn thư trực tuyến Wikipedia vào ngày 12 tháng 1 năm 2019. Tất cả 1,5 triệu người dùng của CANTV đều bị ảnh hưởng bởi quyết định này. Nhà chức trách đã cho dỡ bỏ vụ ngăn chặn vào ngày 18 tháng 1 năm 2019, sau những chỉ trích trên toàn quốc chống lại công ty thuộc sở hữu nhà nước, cho rằng việc này nhằm phản ứng với cuộc khủng hoảng tổng thống Venezuela lúc đấy.
Biến cố này trùng khớp với việc Juan Guaidó tự xưng trở thành quyền tổng thống trong thời gian đầu của cuộc khủng hoảng tổng thống Venezuela. Lúc đó, một số vụ mất Internet được người dân Venezuela báo cáo cũng như có nhiều trang web bị chặn tại nước này, kể cả Wikipedia.
Ngoài ra, Wikimedia Venezuela còn trình báo thêm một vụ chặn Wikipedia khác vào ngày 23 tháng 1 năm 2019.

## Bối cảnh
Vụ chặn Wikipedia xảy ra giữa một số cuộc chiến sửa đổi các bài viết trên Wikipedia tiếng Tây Ban Nha về Nicolás Maduro, Juan Guaidó, Tổng thống Venezuela và Danh sách Tổng thống Venezuela. Những cuộc chiến sửa đổi xung đột qua các chỉnh sửa của cả người dùng đã đăng ký và người dùng IP ẩn danh, với các ý kiến khác nhau về vụ bầu lại Maduro làm tổng thống Venezuela từ năm 2019, giả định về nhiệm kỳ tổng thống của Guaidó, cũng như về niên đại trong nhiệm kỳ tổng thống này. Các lần sửa đổi ban đầu cho rằng Guaidó tự xưng mình là tổng thống, thế rồi những sửa đổi sau đã xóa đi thông tin này.

## Diễn biến
Chiều ngày 12 tháng 1 năm 2019, tổ chức giám sát Internet NetBlocks đã thu thập bằng chứng kỹ thuật về việc chặn tất cả các phiên bản của Wikipedia ở Venezuela. Những hạn chế này đều được thực hiện bởi CANTV, nhà cung cấp viễn thông lớn nhất trong nước. NetBlocks xác định sự cố gián đoạn mạng ảnh hưởng lớn đến cơ sở hạ tầng viễn thông, đồng thời với các hạn chế khác ảnh hưởng đến khả năng tiếp cận thông tin của người dân Venezuela trong 24 giờ trước. Người ta tin rằng lý do này là một nỗ lực hòng che giấu hoặc chặn bài viết trên Wikipedia về vị Chủ tịch Quốc hội mới được bổ nhiệm là Juan Guaidó, gán cho ông cái danh xưng "Tổng thống thứ 51 của Cộng hòa Venezuela người Bolivar". Thông tin thu thập được cũng cho thấy một số trang web gần đây đã bị hạn chế, hàm ý rằng bất ổn chính trị trong nước có thể là động cơ chính cho việc kiểm soát Internet.
Một tổ chức giám sát Internet khác có tên gọi VE sin Filtro cũng thu thập thông tin về vụ chặn này, minh chứng rằng đây quả thực là một vụ chặn đạt hiệu quả bất thường, kiểu chặn lọc HTTP theo phương thức SNI (Server Name Indication), ngăn kết nối với máy chủ được thiết lập với tần suất cao. Nhóm này báo cáo rằng họ nghĩ việc ngăn chặn đã kết thúc vào ngày 13 tháng 1 lúc 4 giờ 50 phút buổi chiều, nhưng các phương pháp chặn đã hiển thị ngay sau đó và họ liền xóa tweet có thông tin không chính xác.
Tương tự, một số hãng truyền thông cho rằng Wikipedia trực tiếp hoặc gián tiếp đứng về phía một trong hai nhóm.

## Phản ứng

### Wikimedia Foundation
Ngày 13 tháng 1 cùng năm, Wikimedia Foundation cho biết họ đang mở một cuộc điều tra về sự kiện đang diễn ra và họ vẫn đang nhận được lưu lượng truy cập web và các sửa đổi từ phía Venezuela.

#### Wikimedia Venezuela
Trong một tuyên bố, Wikimedia Venezuela đã thông báo:
Trong suốt 72 giờ qua, các tình nguyện viên của hiệp hội dân sự phi lợi nhuận Wikipedia đã cho chúng ta thấy rằng họ không có khả năng truy cập bách khoa toàn thư miễn phí bằng cách sử dụng nhà cung cấp dịch vụ Internet phổ biến nhất ở Venezuela, công ty nhà nước CANTV— Wikimedia Venezuela. Lời tuyên bố chính thức của Sobre el bloqueo de Venezuela, ngày 16 tháng 1 năm 2019

### Chính quyền
Ngày 15 tháng 1 cùng năm, Nicolás Maduro phát biểu về Wikipedia và nói rằng phe đối lập "nhằm mục tiêu giành cho bằng được quyền lực chính trị và trở thành tổng thống của Cộng hòa Wikipedia, Cộng hòa Twitter", liên quan đến các cuộc chiến sửa đổi xoay quanh việc bổ nhiệm Juan Guaidó với tư cách là tân tổng thống giữa cuộc khủng hoảng chức vụ tổng thống Venezuela. Maduro nói thêm "Họ đang ở đó bên cạnh Wikipedia và Twitter của mình".
William Castillo, cựu chủ tịch Ủy ban Viễn thông Quốc gia (Conatel) và đương kim Thứ trưởng Bộ Truyền thông Quốc tế đã phủ nhận việc chặn Wikipedia và tố cáo rằng đây thực chất là một vụ tấn công DoS nhằm vào trang web, hòng làm mất uy tín của chính phủ Venezuela trước dư luận quốc tế.